# Жмеринка
Жме́ринка (укр. Жме́ринка) — город в Винницкой области Украины. Административный центр Жмеринского района. До 2020 года был городом областного значения.
Название по близлежащим сёлам Великая и Малая Жмеринка.

## Географическое положение
Жмеринка расположена в 35 км от областного центра города Винницы и в 234 километрах (физически, по автодороге — 288 км, по ж/д — 251 км) к юго-западу от Киева.

## История
Поселение известно с XVIII века, во второй половине XIX века его развитие значительно ускорилось в связи со строительством через эти места железной дороги Балта — Киев.
В 1894 году Жмеринка являлась местечком Винницкого уезда Подольской губернии Российской империи при железнодорожной станции, в котором насчитывалось 119 дворов и 886 жителей. С 1903 года — город. В декабре 1905 года рабочие Жмеринки участвовали во всеобщей политической стачке.
С 6 сентября 1924 года по 15 декабря 1925 года в городе находилось управление 1-го Киевского конного корпуса Червонного казачества им. Всеукраинского центрального исполнительного комитета Украинского военного округа Вооружённых сил Украины и Крыма.
По данным переписи 1926 года, украинцы составляли 61,0 % населения Жмеринки, евреи — 19,7 %, русские — 12,2 %, поляки — 4,5 %. Украинский язык родным назвали 54,5 % населения города, идиш — 17,8 %, русский — 22,9 %, польский — 2,8 %.
В ходе Великой Отечественной войны 16—17 июля 1941 года город был занят немецкими войсками. В период оккупации в городе существовало еврейское гетто. В Жмеринке действовала подпольная организация «Советские патриоты».
Красная армия освободила Жмеринку 18—20 марта 1944 года; бои вели войска 67-го стрелкового корпуса 38-й армии в ходе Проскуровско-Черновицкой операции в составе: 151-й сд (генерал-майор Д. П. Подшивайлов), 237-й сд (генерал-майор Ф. Н. Пархоменко), 100-й сд (полковник Ф. М. Красавин); 23-й отдельной истребительной противотанковой артиллерийской бригады (подполковник А. Н. Пономарёв).
Войскам, участвовавшим в освобождении Жмеринки, приказом Верховного Главнокомандующего объявлена благодарность и в Москве дан салют 12-ю артиллерийскими залпами из 124 орудий. Приказом Верховного Главнокомандующего И. В. Сталина от 19.03. 1944 года № 064 в ознаменование одержанной победы соединения и части, отличившиеся в боях за освобождение города Васильков, получили наименование «Жмеринских»:
- 151-я стрелковая дивизия (генерал-майор Д. П. Подшивайлов)
- 224-я штурмовая авиационная дивизия (полковник М. В. Котельников)
- 23-й отдельной истребительной противотанковой артиллерийской бригады (подполковник А. Н. Пономарёв)
- 628-й армейский пушечный артиллерийский полк (подполковник М. Л. Шевченко).[13]

В 1971 году численность населения составляла 36,3 тыс. человек.
В 1980 году здесь действовали предприятия по обслуживанию ж.-д. транспорта (локомотивное депо, вагоноремонтный завод и др.), винодельческий завод, маслодельный завод, табачно-ферментационный завод, меховая фабрика, фабрика хозяйственных товаров, райсельхозтехника, комбинат бытового обслуживания, ПТУ, восемь общеобразовательных школ, музыкальная школа, спортивная школа, две больницы и четыре других лечебных учреждения, Дворец культуры, Дом культуры, клуб, кинотеатр и пять библиотек.
В январе 1989 года численность населения составляла 41 080 человек. Крупнейшими предприятиями являлись вагоноремонтный завод, маслозавод, табачно-ферментационный завод и меховая фабрика.
В мае 1995 года Кабинет министров Украины утвердил решение о приватизации находившихся в городе завода «Сектор» (специализация предприятия — резисторы, разъёмы (в основном на ВПК СССР), также модели автомобилей), АТП-10512, АТП-10570, райсельхозтехники, райсельхозхимии, в июле 1995 года было утверждено решение о приватизации молокозавода и завода продовольственных товаров.
В октябре 2003 года началась процедура банкротства завода «Сектор» (ОАО «Жмеринский завод „Сектор“»); 23 января 2004 года он был признан банкротом и началась процедура его ликвидации.

## Население
По данным переписи 1926 года, украинцы составляли 61,0 % населения Жмеринки, евреи — 19,7 %, русские — 12,2 %, поляки — 4,5 %.
По данным переписи 2001 года, украинцы составляли 91,17 % населения Жмеринки, русские — 6,97 %.
На 1 января 2020 года население города составляло 34 136 постоянных жителей и 34 353 человека наличного населения.

### Языковой состав
По данным переписи 1926 года, украинский язык родным назвали 54,5 % населения Жмеринки, идиш — 17,8 %, русский — 22,9 %, польский — 2,8 %.
Родной язык населения по данным переписи 2001 года:
| Язык       | Численность, чел. | Доля     |
| ---------- | ----------------- | -------- |
| Украинский | 33 667            | 90,81 %  |
| Русский    | 3 156             | 8,51 %   |
| Другое     | 250               | 0,68 %   |
| Итого      | 37 073            | 100,00 % |

Украинский язык является основным и единственным официальным языком города.
По данным Государственной службы статистики Украины в 2023/24 учебном году все 161 470 учащихся в учреждениях общего среднего образования в Винницкой области обучались в украиноязычных классах.

## Транспорт
Узловая железнодорожная станция Жмеринка. Направления на Вапнярку, Хмельницкий, Винницу, Могилёв-Подольский.

## Галерея
- Церковь Александра Невского
- Костёл св. Алексея
- Храм Святого Николая
- Железнодорожный вокзал
- Городская улица
- Школа №1
- Школа №2
- Синагога
- Дом культуры

## Города-побратимы
Согласно официальному сайту мэрии Жмеринка имеет только 2 города-побратима из Польши.
- Скаржиско-Каменна (Польша)[26]
- Сендзишув-Малопольски (Польша)[27]

### Бывший город-побратим
- Шеки (Азербайджан). Партнерские отношения, установленные во времена УССР, продолжались до образования независимой Украины. Нет никакой информации о продолжении сотрудничества между городами, в том числе на сайте Жмеринского городского совета. Также на официальном сайте мэрии Шеки также не указано, что Жмеринка является городом-побратимом.[28] Шеки не оказывало никакой поддержки Жмеринке.